# 2067 Aksnes
2067 Aksnes eller 1936 DD är en asteroid i huvudbältet som upptäcktes den 23 februari 1936 av den finske astronomen Yrjö Väisälä vid Storheikkilä observatorium. Den är uppkallad efter Kaare Aksnes.
Asteroiden har en diameter på ungefär 46 kilometer och den tillhör asteroidgruppen Hilda.